# Concepción del Sur (kommun)
Concepción del Sur är en kommun i Honduras.   Den ligger i departementet Departamento de Santa Bárbara, i den västra delen av landet, 130 km nordväst om huvudstaden Tegucigalpa. Antalet invånare är 5 342. Arean är 63 kvadratkilometer.
Terrängen i Concepción del Sur är kuperad åt sydväst, men åt nordost är den bergig.